# XD-Picture Card
xD-Picture Card er et udgået digital lagringsenhed, der primært anvendtes i digitale kameraer.

## Historie
Kortet blev udviklet af Olympus og Fujifilm og lanceret i juli 2002. Toshiba Corporation og Samsung producerede kortene for Olympus og Fujifilm.
xD kort bliver solgt under andre navn som Kodak, SanDisk, PNY, og Lexar, men kun Kodak har sit navn trykt på kortet. Da xD kort er dyre og det stort set ikke kan benyttes til andet end digitale kameraer, har SD overtaget næsten hele markedet.
I foråret 2010 (CES2010) understøttede alle nye Olympus kamera SD kort, men de har aldrig meldt officielt ud, at de går bort fra xD. Highend DSLR cameras som bl.a. E-3 og E-5 understøtter fortsat Compact Flash. Der produceres i dag ingen nye kamera, der udelukkende benytter xD kort.

### Fordele
- Indeholder intet disk-interface (beregnet til at simulerer blokstrukturen af en harddisk). Direkte adgang til NAND hardwaren.
- Meget lig med standarden for NAND chips. Modificerede xD læsere kan bruges til at læse NAND chips.

### Ulemper
- Udvikles ikke yderligere.
- Kortet benytter en proprietær filformat som ejes af Fujifilm og Olympus. Der findes ingen offentlig dokumentation om dette format. Modsat f.eks. CF, der er helt åben og med tilgængelige specifikationer.
- Kan ikke følge med overførselshastigheden på andre kort. F.eks. kan det kun overføre mindre end 10% af en CF eller SD kort (målt i sep. 2009).
- Direkte efterfølger til Smart Media kortet og har derfor ikke indbygget logik til at håndterer fejl. Dette kan fører til en kortere levetid hvis hukommelsescellerne svigter.
- Generelt dyre end andre korttyper.
- Mange nye Fujifilm og Olympys kamera understøtter nu SD eller CF kort.
- Lille øvre grænse for lagerkapicitet. I januar 2009 var højeste kapacitet på 2 GB.
- Selv om kortet er mindre end de oprindelige SD og MS kort, er det i dag større end konkurrenternes reducerede kort (microSD og Memory Stick Micro).

## Overførsleshastighed
Teoretisk overførselshastighed
| Type     | Write speed (MB/s) | Read speed (MB/s) | Capacities Available | Capacities Available | Capacities Available | Capacities Available | Capacities Available | Capacities Available | Capacities Available | Capacities Available |
| -------- | ------------------ | ----------------- | -------------------- | -------------------- | -------------------- | -------------------- | -------------------- | -------------------- | -------------------- | -------------------- |
| Type     | Write speed (MB/s) | Read speed (MB/s) | 16 MB                | 32 MB                | 64 MB                | 128 MB               | 256 MB               | 512 MB               | 1 GB                 | 2 GB                 |
| Standard | 1,3                | 5                 | Ja                   | Ja                   | Nej                  | Nej                  | Nej                  | Nej                  | Nej                  | Nej                  |
| Standard | 3                  | 5                 | Nej                  | Nej                  | Ja                   | Ja                   | Ja                   | Ja                   | Nej                  | Nej                  |
| M        | 2,5                | 4                 | Nej                  | Nej                  | Nej                  | Nej                  | Ja                   | Ja                   | Ja                   | Ja                   |
| H        | 4                  | 5                 | Nej                  | Nej                  | Nej                  | Nej                  | Ja                   | Ja                   | Ja                   | Ja                   |
| M+       | 3,75               | 6                 | Nej                  | Nej                  | Nej                  | Nej                  | Nej                  | Nej                  | Ja                   | Ja                   |

- Wikimedia Commons har flere filer relateret til XD-Picture Card

| Hardware | Spire Denne artikel om computere og anden hardware er en spire som bør udbygges. Du er velkommen til at hjælpe Wikipedia ved at udvide den. |